# Межиріцька волость (Рівненський повіт)
Межиріцька волость — адміністративно-територіальна одиниця Рівненського повіту Волинської губернії Російської імперії. Волосний центр — містечко Межиріч.

## Склад
Станом на 1885 рік складалася з 20 поселень, 17 сільських громад. Населення — 8502 осіб (4164 чоловічої статі та 4338 — жіночої), 1013 дворових господарств.

## Основні поселення
- Межиріч — колишнє державне містечко за 45 верст від повітового міста, 588 осіб, 100 дворів; волосне правління; православна церква, костел, синагога, 3 єврейські молитовні будинки, богадільня, 107 лавок, базар, ярмарок. За ½ версти — цегельний завод. За 7 верст — німецька колонія Коловерська з молитовним будинком та школою. За 8 верст — паровий млин та лісопильний завод. За 8 верст — німецька колонія Залізницька з молитовним будинком та школою. За 12 верст — німецька колонія Користська з молитовним будинком, школою та вітряком.
- Велика Клецька — колишнє державне село, 340 осіб, 63 двори, православна церква, школа, постоялий двір.
- Городище — колишнє державне село, 395 осіб, 77 дворів, православна церква, школа, постоялий будинок.
- Даничів — колишнє власницьке село, 339 осіб, 62 двори, 2 православні церкви, школа, постоялий будинок.
- Залізниця — колишнє власницьке село, 285 осіб, 49 дворів, школа, кузня, вітряк.
- Застав'я — колишнє державне село, 262 особи, 45 дворів, православна церква, постоялий двір.
- Коловерта — колишнє власницьке село, 293 особи, 52 двори, школа, постоялий будинок.
- Копитів — колишнє власницьке село, 187 осіб, 29 дворів, школа, постоялий двір.
- Користь — колишнє власницьке село, 705 осіб, 111 дворів, православна церква, школа, постоялий двір, постоялий будинок, водяний млин.
- Мала Клецька — колишнє державне село, 55 осіб, 10 дворів, водяний млин, смоляний завод.
- Самостріли — колишнє власницьке село, 612 осіб, 89 дворів, православна церква, поштова станція, постоялий двір, кузня.
- Стовпин — колишнє державне село, 613 осіб, 105 дворів, православна церква, постоялий будинок, вітряк.
- Топча — колишнє власницьке село, 215 осіб, 32 двори, школа, кузня.
- Харалуг — колишнє державне і власницьке село, 317 осіб, 54 двори, школа, постоялий будинок.
- Янівка — колишнє державне село, 421 особа, 74 двори, православна церква, школа, постоялий двір.

## Польський період
Після окупації Волині поляками волость називалася ґміна Мєндзижец, з 19 лютого 1921 р. у складі повіту входила до новоутвореного Волинського воєводства.
12 грудня 1933 р. до ґміни передано зі ґміни Гоща села Блудів і Бранів та колонії Блудів і Бранів.
Польською окупаційною владою на території ґміни інтенсивно велася державна програма будівництва польських колоній і заселення поляками. На 1936 рік ґміна складалася з 43 громад:
1. Андрусіїв — село: Андрусіїв, хутори: I Андрусіїв, II Андрусіїв і Лиса-Гора;
2. Блудів — село: Блудів;
3. Блудів — колонія: Блудів;
4. Бокшин — село: Бокшин;
5. Бранів — село: Бранів та колонія: Бранів;
6. Буда-Жорнівська — колонії: Буда і Жорнівська;
7. Харалуг — село: Харалуг, колонії: Довга Нива і Пузиреве та присілок: Запуст;
8. Харуча Мала — село: Харуча Мала;
9. Харуча Велика — село: Харуча Велика;
10. Чертіж Водник — колонії: Чертіж і Водник;
11. Даничів — село: Даничів;
12. Дивень — село: Дивень;
13. Гачан — колонія: Гачан;
14. Городище — село: Городище та фільварок: Городище;
15. Янівка — село: Янівка та фільварки: Колодіївка і Жужельниця;
16. Юридика Невірківська — село: Юридика Невірківська;
17. Клецька Мала — село: Клецька Мала;
18. Клецька Велика — село: Клецька Велика;
19. Коловерта — село: Коловерта;
20. Коловерта — колонії: Коловерта I, Коловерта II, Коловерта III, Сухі Роги, Товкачі й Вороб'ївка;
21. Копитів — село: Копитів;
22. Копитів — колонія: Копитів;
23. Користь — колонія: Користь;
24. Користь — село: Користь;
25. Липки — село: Липки, колонія: Липки та хутір: Забара;
26. Межиріч — містечко: Межиріч;
27. Межиріч — село: Межиріч, фільварок: Межиріч та присілки: Цегельня і Хатки;
28. Невірків — села: Невірків і Заріччя;
29. Підліски — село: Підліски та фільварок: Підліски;
30. Полько — колонія: Полько;
31. Самостріли — село: Самостріли та хутір: Пошта Самострільська;
32. Совпа Мала — село: Совпа Мала, лісничівка: Невірків та колонія: Сухий Ріг;
33. Стовпин — село: Стовпин, селище: Легіонове, хутір: Лози та фільварок: Новини;
34. Щекичин — село: Щекичин та колонії: Маркелина і Вільшанка;
35. Топча — колонія: Топча;
36. Топча — село: Топча;
37. Вацлавка — колонія: Вацлавка;
38. Воля Малинська — селище: Воля Малинська;
39. Вовкошів — село: Вовкошів та фільварок: Вовкошів;
40. Воронуха — колонія: Воронуха;
41. Застав'я — село: Застав'я;
42. Залізниця — колонія: Залізниця;
43. Залізниця — село: Залізниця.

Після радянської анексії західноукраїнських земель ґміна ліквідована у зв'язку з утворенням Межиріцького району.

## Див.також
- Межиріцький район